# Lübecker Silberschatz
Der sogenannte Lübecker Silberschatz ist eine ehemals private Sammlung von 72 silbernen Gebrauchsgegenständen, die von Lübecker Silberschmieden vom 16. bis zum 19. Jahrhundert gefertigt wurden.

## Geschichte Lübecker Silbers
Die kirchlichen Lübecker Silberschätze des Mittelalters wurden in der Zeit der Reformation 1533 unter dem Bürgermeister Jürgen Wullenwever konfisziert, in der Trese in der Lübecker Marienkirche in Verwahrung genommen und zur Finanzierung von Kriegslasten insbesondere gegen die Niederlande im Zuge der Grafenfehde eingeschmolzen. Insgesamt 96 Zentner kunsthandwerklich gearbeitetes Silber wurden so eingeschmolzen. Dies erklärt die wenigen verbliebenen Stücke Lübscher Silberschmiedekunst aus vorreformatorischer Zeit. Lübecker Pokale, Schalen und Kannen befinden sich im Moskauer Kreml. In den Resten des Lüneburger Ratssilbers befinden sich drei in Lübeck gefertigte Gegenstände. Aufgrund einer Änderung des Handwerkerrechts der Goldschmiede gibt es in Lübeck seit 1492 Beschauzeichen (Doppeladler) und individuelle Meisterzeichen der einzelnen zünftigen Goldschmiede, die die  Identifizierung der Künstler in den meisten Fällen ermöglichten. Die Meistermarken dienten eher der Qualitätskontrolle als als Künstlersignatur. 1529 wurde zur Überprüfung des festgesetzten Silbergehaltes ein Wardein bestimmt. Die Aufarbeitung erfolgte bereits im 19. Jahrhundert durch Eduard und Theodor Hach über einen Abgleich mit den alten Lübecker Urkunden und den Kirchenbüchern. Die Meisterzeichen wurden 1927 und 1937 von Johannes Warncke zusammengestellt. Die Beschauzeichen wurden erstmals von Max Hasse für die Zeit vom Mittelalter bis 1800 im Rahmen der Ausstellung Lübecker Silber, für die Jahre 1781 bis 1871 von Björn R. Kommer und Marina Kommer erforscht und zusammengestellt. Wie überall war auch in Lübeck die Zahl der Goldschmiedemeister begrenzt, 22 bis 23 Meister dürften gleichzeitig tätig sein mit einem Lehrling und zwei Gesellen. Vom Mittelalter bis ins späte 19. Jahrhundert waren die Buden der Goldschmiede unter den Arkaden des Rathauses an der Marktseite und an der Breiten Straße. Im 16. Jahrhundert erwuchsen Hamburg und Nürnberg, im 17. Jahrhundert besonders Augsburg zu Zentren der Goldschmiedekunst.
Eine weitere, wenn auch nicht so durchgreifende Verknappung der Werkproben des Handwerks der Lübecker Silberschmiede beruht auf den Konfiskationen der Franzosenzeit. Anfang des 19. Jahrhunderts gingen so der Ratsschatz und das Silber der Lübecker Kaufmanns- und Handwerkerkorporationen durch den hohen Geldbedarf der Besatzer weitgehend verloren. Anders als zur Reformationszeit wurde jedoch nicht so sehr eingeschmolzen, sondern vielmehr am internationalen Kunstmarkt versteigert, so dass viele aus Urkunden seit alters her bekannte Objekte nun in Privatbesitz gelangten und sich nicht mehr ohne weiteres verfolgen ließen. Nur so ist letztlich auch die Möglichkeit zum Aufbau größerer privater Sammlungen mit repräsentativem Sammlungsquerschnitt erklärbar.

## Sammlungbestandteil „Lübecker Silberschatz“

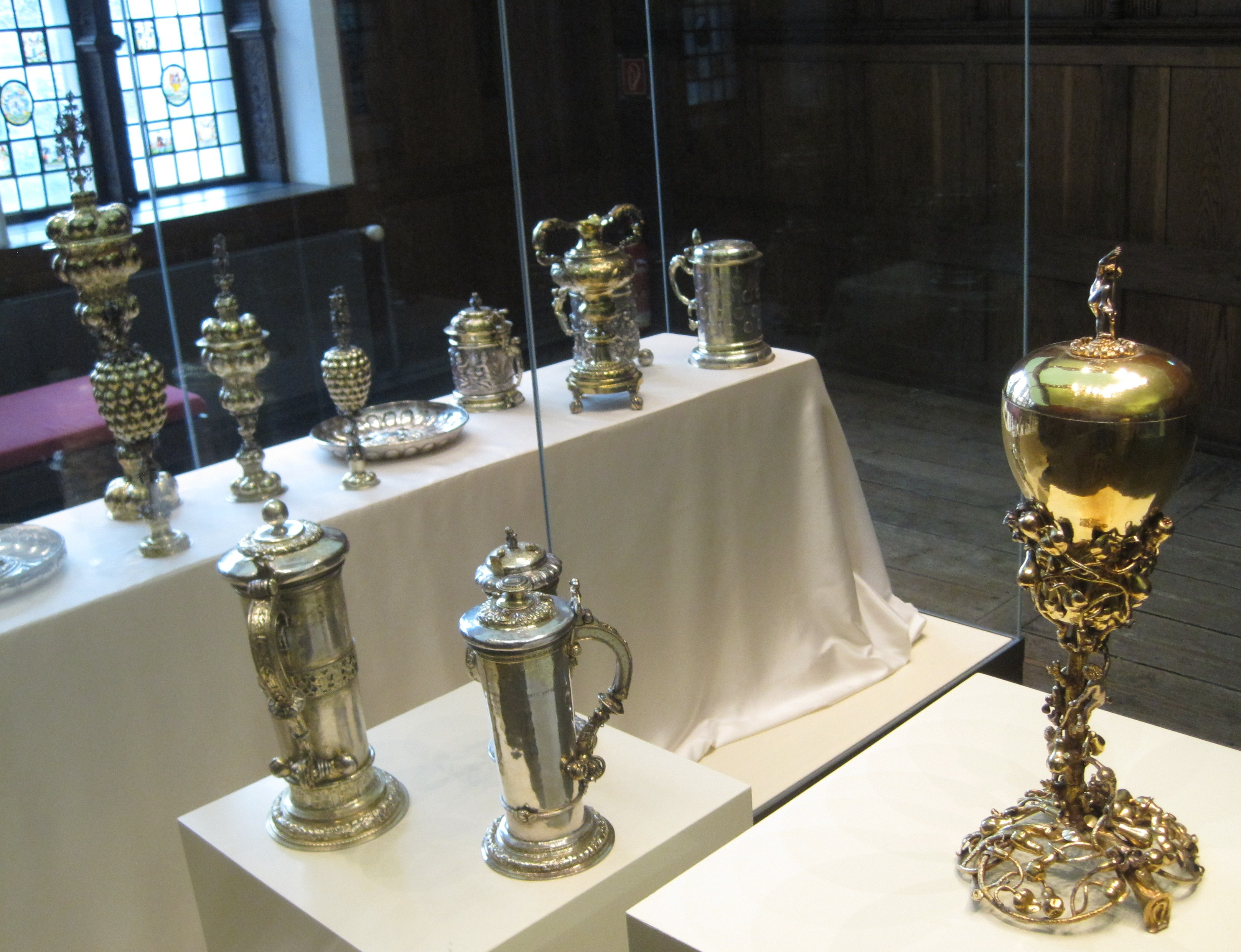
Pokale des Lübecker Silberschatzes, unten Mitte die Hansekanne von Andreas Henninges um 1580

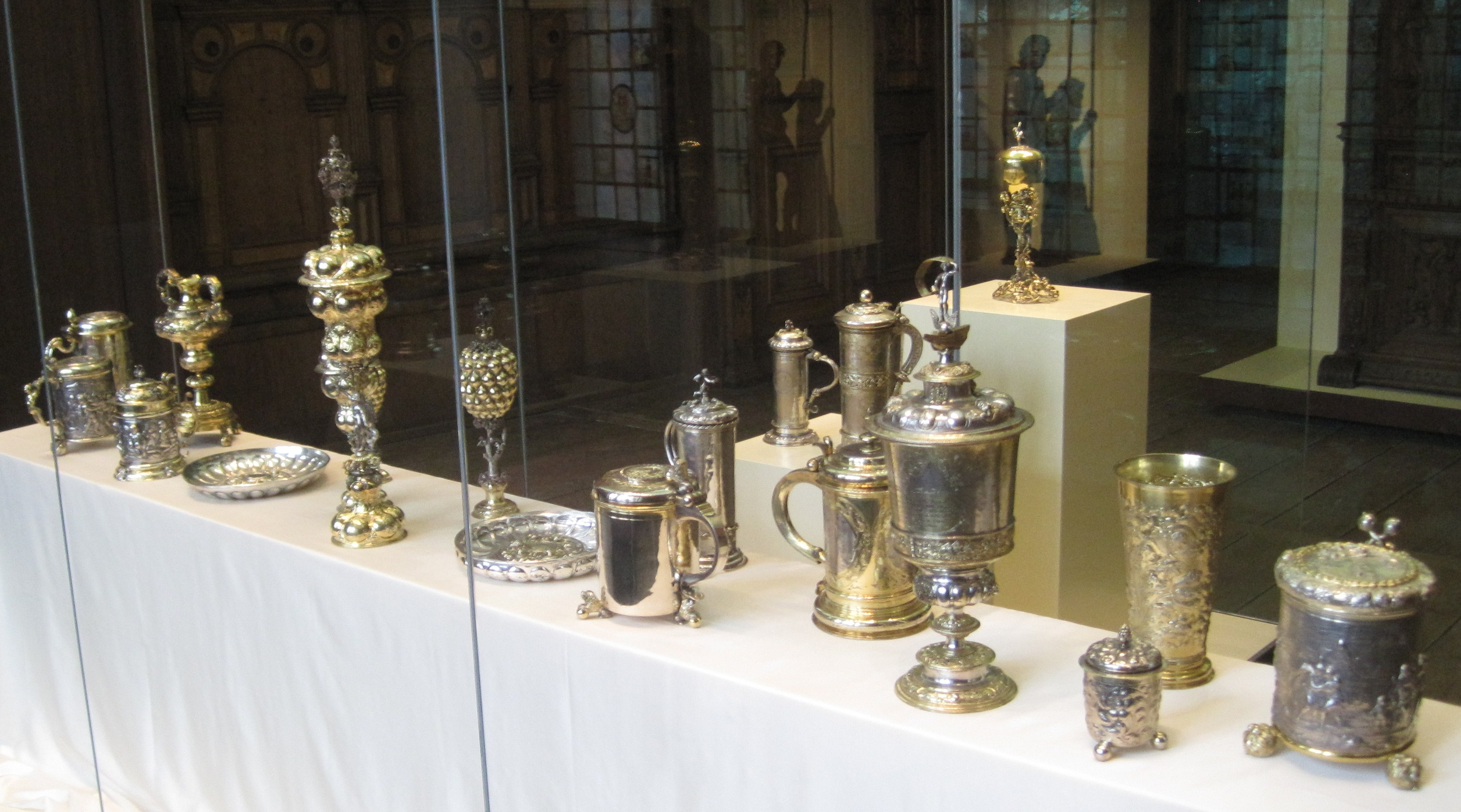

Die im Jahr 2000 durch die Stadt Lübeck und ihr wohlgesinnte örtliche Stiftungen angekaufte private Sammlung enthält profanes Silbergerät von der Renaissance bis zum Klassizismus und umfasst insgesamt 72 Krüge, Kannen, Pokale, Humpen, Schalen, Dosen und Prunkteller. Teilweise waren diese Stücke auf der großen Lübecker Silberausstellung 1965 bereits zu sehen. Andere sind zwar im Katalog verzeichnet, wurden aber nicht gezeigt und als „verloren“ bezeichnet. Der Schwerpunkt der Sammlung liegt bei barocken Prunkgefäßen und Kaffee- und Teegeräten des Rokoko. Besondere Stücke sind der Birnenpokal (um 1525), eine Hansekanne vom Lübecker Meister Andreas Henninges (um 1580), der Willkommpokal der Schiffergesellschaft (um 1597), der Deckelhumpen (um 1690), die Prunkschale (um 1719) und die Teekanne (um 1735).
Die Sammlung war ursprünglich im Besitz des Lübecker Bauunternehmers Erich Trautsch. Trautsch, der im Museumsbeirat der Stadt Lübeck vertreten war, begann im Jahre 1960, seine Sammlung zusammenzutragen. Sein erstes Stück war ein Lübecker-Humpen, den er auf Empfehlung des Museumsleiters Max Hasse erwarb. Einige Jahre später stellte sich heraus, dass es sich jedoch nicht um Lübecker Silber handelte, sondern um eine Moskauer Arbeit. Beide Städte haben einen Doppelkopfadler als Stadtzeichen. Im Wappen der Stadt Lübeck trägt der Adler jedoch noch ein Schild, welches der Moskauer Adler nicht hat. Glücklicherweise hatte Erich Trautsch bis zu diesem Zeitpunkt über 20 Stücke gesammelt und daher störte ihn dieser Umstand nicht. Die „Hansekanne“ von 1575 vom Meister Andreas Hennigs wurde ursprünglich dem Lübecker Museum angeboten. Dem Museum war er jedoch zu teuer. Erst zwei Monate später informierte Dr. Hasse Erich Trautsch über diesen Vorfall. Hasse war davon ausgegangen, dass der Preis überzogen war. Trautsch setzte sich umgehend mit dem New Yorker Händler in Verbindung, der ihm das Objekt per Nachnahme – Verkaufspreis 37.000 DM – nach Hamburg schickte.
Erich Trautsch stellte Teile seiner Sammlung im Laufe der Jahre verschiedenen Ausstellungen zur Verfügung, immer nur unter dem Buchstaben „T“ als Leihgeber. Kurz vor seinem Tod im Jahre 1985, übergab er seine Sammlung an seinen Enkel Christoph F. Trautsch. Dieser verwaltete die Sammlung und baute sie weiter aus. Im Jahre 2000 verkaufte er Teile der Sammlung an die Hansestadt Lübeck. Der sog. „Lübecker Silberschatz“ konnte mit der Unterstützung der Kulturstiftung des Landes Schleswig-Holstein und der Kulturstiftung der Länder im Juni 2000 für 2,5 Millionen Mark erworben werden. Nach der Erstausstellung wurde die erworbene Sammlung zunächst untersucht und ist seit der Eröffnung im Rahmen der neu geordneten Dauerausstellung Goldschmiedekunst im Juni 2001 in der oberen Etage des St.-Annen-Museums ausgestellt.